# Matorral xerófilo de las Islas Galápagos
El matorral xerófilo de las Islas Galápagos, también conocido como mosaico de matorrales de las Islas Galápagos, es una ecorregión de desiertos terrestres y matorrales xerófilos que cubre las Islas Galápagos. Las Islas Galápagos son de origen volcánico y están alejadas de los continentes y de otras islas. La ecorregión es conocida por sus especies endémicas únicas, como las tortugas gigantes, las aves y las iguanas marinas, que evolucionaron de forma aislada para adaptarse al entorno de las islas.

## Geografía
Las Islas Galápagos se encuentran en el Océano Pacífico, a unos ~960 km al oeste del continente sudamericano. Forman parte de la República del Ecuador.
El archipiélago de Galápagos consta de 128 islas con nombre. Hay 13 islas mayores de 10 km², 19 mayores de 1 km², 42 islotes menores de 1 km² y al menos 26 rocas emergentes. La superficie total del archipiélago es de 8032 km². Isabela es la isla más alta y de mayores dimensiones, con una superficie de 4.588 km² y una altura de 1.707 metros.
Las islas son de origen volcánico, formadas por el punto caliente de Galápagos. Las islas orientales suelen ser más antiguas, con una antigüedad de entre 3 y 6 millones de años, mientras que las occidentales tienen menos de 1 millón de años. La geología de la superficie está formada por roca volcánica, normalmente basalto, e incluye piedra pómez, ceniza y toba expulsada por los volcanes. El paisaje presenta rasgos volcánicos como lagos en cráteres, campos de lava, tubos de lava, fumarolas y fumarolas de azufre. Los suelos son generalmente jóvenes y finos.
Las islas Isabela, Santa Cruz, San Cristóbal y Floreana están permanentemente habitadas. Las islas cuentan con unos 30.000 residentes permanentes. Hay muelles en todas las islas habitadas y un aeropuerto en San Cristóbal. La isla de Baltra cuenta con un aeropuerto, una base militar, un muelle para el turismo e instalaciones de combustible.

## Clima
El clima es tropical, oceánico y semiárido, influenciado por los movimientos anuales de las corrientes oceánicas. Hay dos estaciones principales. La estación seca o de la garúa (niebla) suele durar de mayo a diciembre, influenciada por la corriente fría de Humboldt que viene del sur. La estación seca se caracteriza por temperaturas más frescas y menores precipitaciones. La niebla y la llovizna, conocida como garúa, se producen durante esta estación, especialmente en las tierras altas. Agosto suele ser el mes más fresco y seco, con temperaturas de hasta 18 °C y apenas 5 mm de precipitaciones.
La estación cálida y húmeda se extiende de diciembre a mayo, influenciada por la corriente cálida de Panamá que viene del norte y rodea las islas. Esta estación trae consigo temperaturas más cálidas y mayores precipitaciones. Marzo suele ser el mes más cálido y lluvioso, con temperaturas de hasta 30 °C y hasta 80 mm de precipitaciones.
La temperatura y las precipitaciones varían con la altitud, creando una serie de microclimas en las islas más altas. La temperatura media anual desciende una media de 0,9 °C por cada 100 metros de altitud, y las precipitaciones aumentan. La precipitación media anual en el archipiélago es de 356 mm a nivel del mar y de 1092 mm a 200 metros de altitud.

## Flora
La mayor parte de las Galápagos está cubierta de vegetación semidesértica, que incluye matorrales, pastizales y bosques secos. Unas pocas islas tienen zonas de gran altitud con temperaturas más frescas y mayores precipitaciones, que albergan bosques de clima húmedo y matorrales, y praderas de montaña, o pampas, en las zonas más elevadas. En las islas hay unas 500 especies de plantas vasculares autóctonas, incluidas 90 especies de helechos. Unas 180 especies de plantas vasculares son endémicas.
Las comunidades de plantas costeras son generalmente arbustos y hierbas de bajo crecimiento que toleran la sequía y la salinidad. Entre las plantas típicas se encuentran los arbustos de sal (Cryptocarpus pyriformis) y Maytenus octagona. Entre las plantas herbáceas de la orilla del mar se encuentran la Ipomoea pes-caprae y el Sesuvium portulacastrum, muy extendidos, y el Sesuvium edmonstonei, endémico de Galápagos.
Los manglares crecen en ensenadas y lagunas tranquilas. Las especies típicas son el mangle rojo (Rhizophora mangle), el mangle negro (Avicennia germinans), el mangle blanco (Laguncularia racemosa) y el mangle botón (Conocarpus erectus).
La zona árida se encuentra en el interior de la zona costera y se extiende hasta los 200 metros de altitud o más. Cubre la mayor parte del archipiélago. Incluye árboles, arbustos, cactus y hierbas adaptados a las condiciones de sequedad. Los árboles comunes son el palo santo (Bursera graveolens) y la paga (Pisonia floribunda), y los árboles endémicos guayabillo (Psidium galapageium) y Bursera malacophylla, que sólo se encuentra en las islas Seymour, Baltra y Daphne. Las cactáceas incluyen varias especies endémicas de Opuntia (Opuntia echios, O. helleri y otras) y los géneros endémicos Jasminocereus y Brachycereus. Las plantas que cubren el suelo incluyen arbustos bajos, como el arbusto amargo endémico (Castela galapageia) y especies del género endémico Lecocarpus, y plantas herbáceas. Las especies herbáceas de la zona árida incluyen los géneros endémicos Tiquilia y Chamaesyce, el tomate de Galápagos (Solanum galapagense) y la pasionaria apestosa (Passiflora foetida).

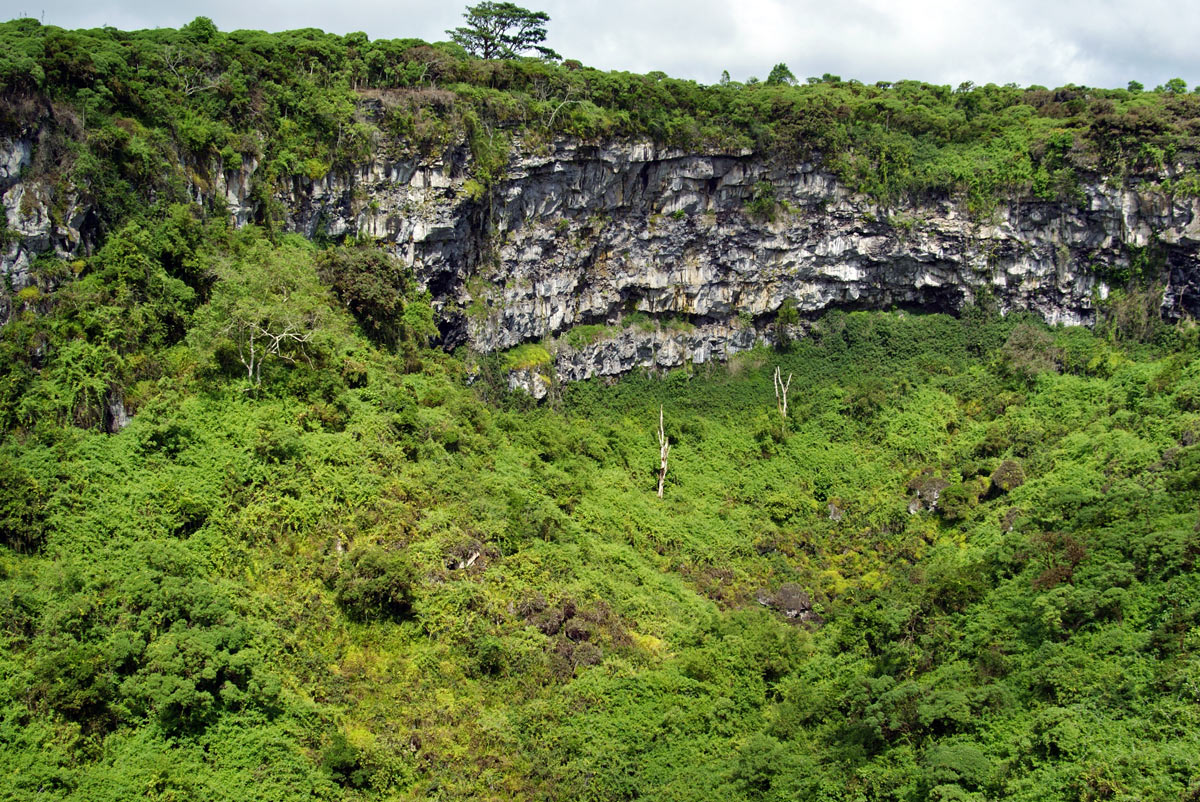
Vegetación de Scalesia pedunculata en Santa Cruz.

En las islas que alcanzan mayores elevaciones, hay una zona de transición entre las zonas árida y húmeda entre 200 y 300 metros de altitud. Las plantas de la zona de transición incluyen Pisonis floribunda y Psidium galapageium en las elevaciones más bajas, y P. galapageium con árboles de Scalesia más cerca de la zona húmeda.
La zona húmeda se encuentra por encima de los 300 metros de altitud. Las precipitaciones son mayores que en las zonas de menor altitud, y las nieblas de garúa de la estación seca reducen la pérdida de humedad de las plantas por evaporación y proporcionan algo de humedad por condensación. Los bosques de Scalesia, de 5 a 15 metros de altura, predominan entre los 300 y 500 metros de altitud, con más de 20 especies del género endémico en las islas altas del archipiélago. La uña de gato arbórea baja (Zanthoxylum fagara) es más abundante entre los 500 y 600 metros de altitud, en la transición entre los bosques de Scalesia de abajo y los matorrales de Miconia de arriba. El arbusto endémico Miconia robinsoniana predomina entre los 600 y 700 metros de altitud, especialmente en las islas Santa Cruz y San Cristóbal, formando matorrales de 3 a 4 metros de altura.
Los pastizales de altura, conocidos como pampa, se encuentran por encima de los 900 metros de altitud. La pampa está repleta de hierbas, helechos, musgo esfagno y orquídeas. La Purthieva maculata es una de las 11 especies de orquídeas que se encuentran aquí. El helecho arbóreo endémico Cyathea weatherbyana es nativo de la pampa.

## Fauna
Las Galápagos albergan muchas especies endémicas de reptiles, aves, mamíferos, caracoles terrestres e insectos.

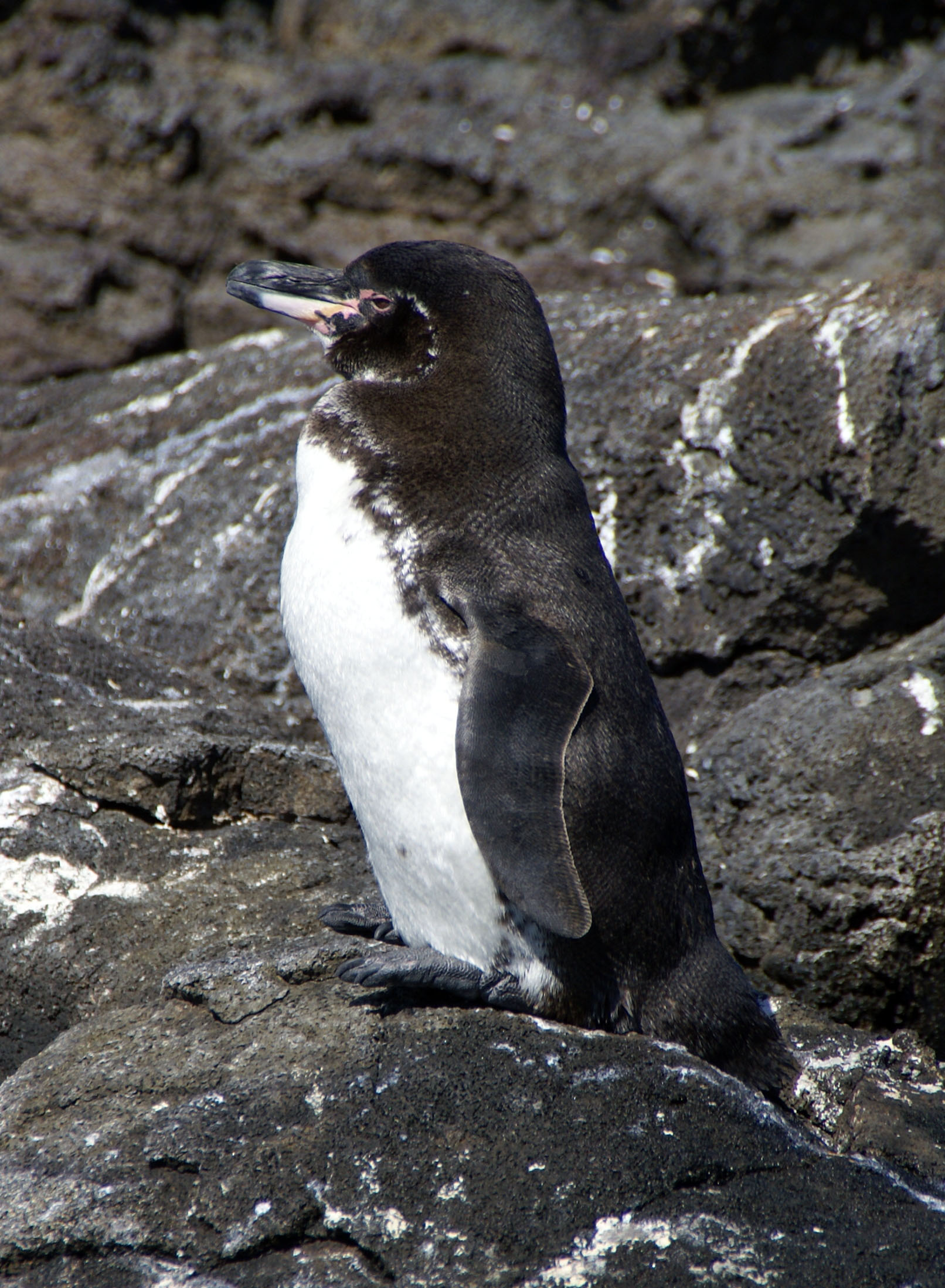
Pingüino de Galápagos (Spheniscus mendiculus) de pie sobre el suelo rocoso en la isla Bartolomé.

Hay 19 especies de aves marinas residentes, incluidas cinco especies endémicas. Entre las aves marinas endémicas se encuentran el pingüino de Galápagos (Spheniscus mendiculus), el albatros ondulado (Phoebastria irrorata), el cormorán no volador (Nannopterum harrisi), la gaviota de cola bifurcada (Creagrus furcatus) y la gaviota de lava (Leucophaeus fuliginosus).
Las islas albergan 29 especies nativas de aves terrestres, 24 de las cuales son endémicas. Entre las especies endémicas se encuentran el halcón de Galápagos (Buteo galapagoensis), la paloma de Galápagos (Zenaida galapagoensis), el rascón de Galápagos (Laterallus spilonota), el martín de Galápagos (Progne modesta) y cuatro especies de sinsontes del género Nesomimus. Hay unas 18 especies distintas de tangaras endémicas en la isla, conocidas colectivamente como pinzones de Darwin.
Hay 22 especies de reptiles endémicos en las Galápagos. Entre las especies más destacadas se encuentra la tortuga gigante de Galápagos (Geochelone spp.), que llegó a tener 14 o 15 especies distintas, de las que quedan 11. Otros reptiles endémicos son la iguana marina (Amblyrhynchus cristatus) y tres especies de serpientes, el corredor de Galápagos (Pseudalsophis biserialis), Pseudalsophis dorsalis y Pseudalsophis slevini.
Se conocen nueve especies de mamíferos terrestres: cuatro especies supervivientes y tres extinguidas de ratas de arroz, y dos especies de murciélagos.
Las cuatro especies supervivientes de rata del arroz viven en islas deshabitadas: Nesoryzomys fernandinae y Nesoryzomys indefessus narboroughi en Fernandina, Nesoryzomys swarthi en Santiago y Aegialomys galapagoensis en Santa Fé. Las demás especies se extinguieron por la competencia con las ratas negras introducidas (Rattus rattus).
El murciélago de la cabeza (Lasiurus cinereus) es una especie insectívora que se posa en manglares y arbustos. Se encuentra en Santa Cruz, San Cristóbal, Isabela, Santiago y Floreana. El murciélago rojo de Galápagos (Lasiurus blossevillii brachyotis) habita en Santa Cruz y San Cristóbal, donde se alimenta de insectos cerca del suelo.

## Conservación y amenazas
La mayor parte de la superficie terrestre y marina de las islas está permanentemente protegida. Las especies invasoras se consideran la mayor amenaza actual para los animales y plantas autóctonos de las Galápagos. Las especies alóctonas compiten con las autóctonas por el hábitat, y algunas se aprovechan de las autóctonas no adaptadas a la depredación. Las especies alóctonas se han introducido desde que las islas fueron visitadas por primera vez por los humanos, y la creciente población humana y el aumento del movimiento de bienes y personas a las islas están introduciendo nuevas especies alóctonas a un ritmo elevado.

## Áreas protegidas
El 97% de la superficie de las islas se encuentra en el parque nacional de Galápagos, creado en 1959. Los asentamientos humanos se limitan al 3% restante de las islas, situado en las cuatro islas permanentemente habitadas. El acceso a las islas deshabitadas está estrictamente controlado, y el número de visitantes y los itinerarios están limitados y planificados por las autoridades. Aproximadamente 170.000 personas visitan las islas cada año.
En 1986 se creó la Reserva Marina de Galápagos, con una superficie de 70.000 km². En 1998 la reserva marina se amplió a 133.000 km².